# جبل واشنطن
جبل واشنطن (بالإنجليزية: Mount Washington)‏ هو أعلى قمة في شمال شرق الولايات المتحدة بطول 6,288 قدم (1,917 م) وجبل الشرق الأبرز من نهر المسيسيبي. قبل وصول المستوطنين الأوروبيين كان معروفاً باسم أجيوكوكهوك، أو «منزل الروح العظيمة».
الجبل يشتهر بالطقس المتقلب بشكل خطير. وفي يوم 12 أبريل 1934، سجل مرصد جبل واشنطن سرعة الرياح 231 ميلا في الساعة (372 كم / ساعة) في القمة، وذلك كان الرقم القياسي العالمي في القرن 20. (تم اكتشاف رقماً قياسيا جديدا في سرعة الرياح في عام 2009. وفي 10 أبريل 1996، والأعاصير المدارية أوليفيا خلقت عاصفة الرياح 254 ميلا في الساعة في جزيرة بارو قبالة ساحل غرب أستراليا).
يقع الجبل في مدى رئاسة الجبال البيضاء، في بلدة شراء سارجنت، مقاطعة كوس، نيو هامبشاير. في حين ما يقرب من الجبل كله في الجبل الأبيض الوطني للغابات، وتحتل مساحته 60,3 (24.4 هكتار)، وبما في ذلك قمة جبل ولاية واشنطن بارك.

## التاريخ
كان أول أوروبي ذكر الجبل هو جيوفاني دي فيرازانو. شاهده من المحيط الأطلسي في سنة 1524، ووصفه كما اعتبره «الجبال الداخلية عالية». ويعتقد الناس ابيانكي تقطن في المنطقة وفي حسب الاعتقاد الأوروبي أن قمم الجبال كانت مسكنا للآلهة، وذلك بسبب أخر لم يقدر لهم الانطلاق بسبب احترامهم الديني لحرمتها. إدعى داربي ميدانية الذي كان من أول من تسلق جبل واشنطن في 1642.

## المناخ
يظهر الجدول التالي التغييرات المناخية على مدار السنة لجبل واشنطن:
| البيانات المناخية لـجبل واشنطن                                                                       | البيانات المناخية لـجبل واشنطن | البيانات المناخية لـجبل واشنطن | البيانات المناخية لـجبل واشنطن | البيانات المناخية لـجبل واشنطن | البيانات المناخية لـجبل واشنطن | البيانات المناخية لـجبل واشنطن | البيانات المناخية لـجبل واشنطن | البيانات المناخية لـجبل واشنطن | البيانات المناخية لـجبل واشنطن | البيانات المناخية لـجبل واشنطن | البيانات المناخية لـجبل واشنطن | البيانات المناخية لـجبل واشنطن | البيانات المناخية لـجبل واشنطن |
| الشهر                                                                                                | يناير                          | فبراير                         | مارس                           | أبريل                          | مايو                           | يونيو                          | يوليو                          | أغسطس                          | سبتمبر                         | أكتوبر                         | نوفمبر                         | ديسمبر                         | المعدل السنوي                  |
| --- | ------------------------------ | ------------------------------ | ------------------------------ | ------------------------------ | ------------------------------ | ------------------------------ | ------------------------------ | ------------------------------ | ------------------------------ | ------------------------------ | ------------------------------ | ------------------------------ | ------------------------------ |
| الدرجة القصوى °ف (°م)                                                                                | 48 (9)                         | 43 (6)                         | 54 (12)                        | 60 (16)                        | 66 (19)                        | 72 (22)                        | 71 (22)                        | 72 (22)                        | 69 (21)                        | 62 (17)                        | 52 (11)                        | 47 (8)                         | 72 (22)                        |
| الحد الأقصى المتوسط °ف (°م)                                                                          | 39.9 (4.4)                     | 37.0 (2.8)                     | 45.0 (7.2)                     | 48.9 (9.4)                     | 52.9 (11.6)                    | 57.9 (14.4)                    | 58.1 (14.5)                    | 59.0 (15.0)                    | 57.2 (14.0)                    | 52.5 (11.4)                    | 43.0 (6.1)                     | 39.9 (4.4)                     | 59.0 (15.0)                    |
| متوسط درجة الحرارة الكبرى °ف (°م)                                                                    | 13.6 (−10.2)                   | 14.7 (−9.6)                    | 20.7 (−6.3)                    | 30.4 (−0.9)                    | 41.3 (5.2)                     | 50.4 (10.2)                    | 54.1 (12.3)                    | 53.3 (11.8)                    | 47.1 (8.4)                     | 36.4 (2.4)                     | 28.1 (−2.2)                    | 18.4 (−7.6)                    | 34.0 (1.1)                     |
| المتوسط اليومي °ف (°م)                                                                               | 4.8 (−15.1)                    | 6.2 (−14.3)                    | 12.9 (−10.6)                   | 23.9 (−4.5)                    | 35.6 (2.0)                     | 45.0 (7.2)                     | 49.1 (9.5)                     | 48.2 (9.0)                     | 41.6 (5.3)                     | 30.2 (−1.0)                    | 20.7 (−6.3)                    | 10.1 (−12.2)                   | 27.4 (−2.6)                    |
| متوسط درجة الحرارة الصغرى °ف (°م)                                                                    | −4.1 (−20.1)                   | −2.4 (−19.1)                   | 5.0 (−15.0)                    | 17.4 (−8.1)                    | 29.8 (−1.2)                    | 39.5 (4.2)                     | 44.0 (6.7)                     | 43.0 (6.1)                     | 36.1 (2.3)                     | 24.0 (−4.4)                    | 13.3 (−10.4)                   | 1.7 (−16.8)                    | 20.6 (−6.3)                    |
| الحد الأدنى المتوسط °ف (°م)                                                                          | −36.0 (−37.8)                  | −27.9 (−33.3)                  | −16.1 (−26.7)                  | −11.9 (−24.4)                  | 9.0 (−12.8)                    | 27.0 (−2.8)                    | 33.8 (1.0)                     | 28.9 (−1.7)                    | 15.1 (−9.4)                    | 1.9 (−16.7)                    | −12.8 (−24.9)                  | −20.9 (−29.4)                  | −36.0 (−37.8)                  |
| أدنى درجة حرارة °ف (°م)                                                                              | −47 (−44)                      | −46 (−43)                      | −38 (−39)                      | −20 (−29)                      | −2 (−19)                       | 8 (−13)                        | 24 (−4)                        | 20 (−7)                        | 9 (−13)                        | −5 (−21)                       | −26 (−32)                      | −46 (−43)                      | −47 (−44)                      |
| الهطول إنش (مم)                                                                                      | 6.44 (164)                     | 6.77 (172)                     | 7.67 (195)                     | 7.44 (189)                     | 8.18 (208)                     | 8.40 (213)                     | 8.77 (223)                     | 8.32 (211)                     | 8.03 (204)                     | 9.27 (235)                     | 9.85 (250)                     | 7.73 (196)                     | 96.87 (2٬460)                  |
| متوسط تساقط الثلوج إنش (سم)                                                                          | 44.0 (112)                     | 40.1 (102)                     | 45.1 (115)                     | 35.6 (90)                      | 12.2 (31)                      | 1.0 (2.5)                      | 0.0 (0.0)                      | 0.1 (0.25)                     | 2.2 (5.6)                      | 17.6 (45)                      | 37.8 (96)                      | 45.5 (116)                     | 281.2 (714)                    |
| متوسط أيام هطول الأمطار (≥ 0.01 in)                                                                  | 19.7                           | 17.9                           | 19.0                           | 17.4                           | 17.4                           | 16.8                           | 16.5                           | 15.2                           | 13.9                           | 16.8                           | 19.1                           | 20.7                           | 210.4                          |
| متوسط الأيام المثلجة (≥ 0.1 in)                                                                      | 19.3                           | 17.3                           | 16.6                           | 13.1                           | 6.4                            | 0.9                            | 0.1                            | 0.2                            | 1.7                            | 9.1                            | 14.6                           | 19.2                           | 118.5                          |
| ساعات سطوع الشمس الشهرية                                                                             | 92.0                           | 106.9                          | 127.6                          | 143.2                          | 171.3                          | 151.3                          | 145.0                          | 130.5                          | 127.2                          | 127.1                          | 82.4                           | 83.1                           | 1٬487٫6                        |
| نسبة وصول أشعة الشمس                                                                                 | 32                             | 36                             | 34                             | 35                             | 37                             | 33                             | 31                             | 30                             | 34                             | 37                             | 29                             | 30                             | 33                             |
| المصدر #1: NOAA (normals 1981–2010, sun 1961–1990)                                                   |                                |                                |                                |                                |                                |                                |                                |                                |                                |                                |                                |                                |                                |
| المصدر #2: Mount Washington Observatory (extremes 1933–present) and Infoclimat.fr (average extremes) |                                |                                |                                |                                |                                |                                |                                |                                |                                |                                |                                |                                |                                |

## معرض صور

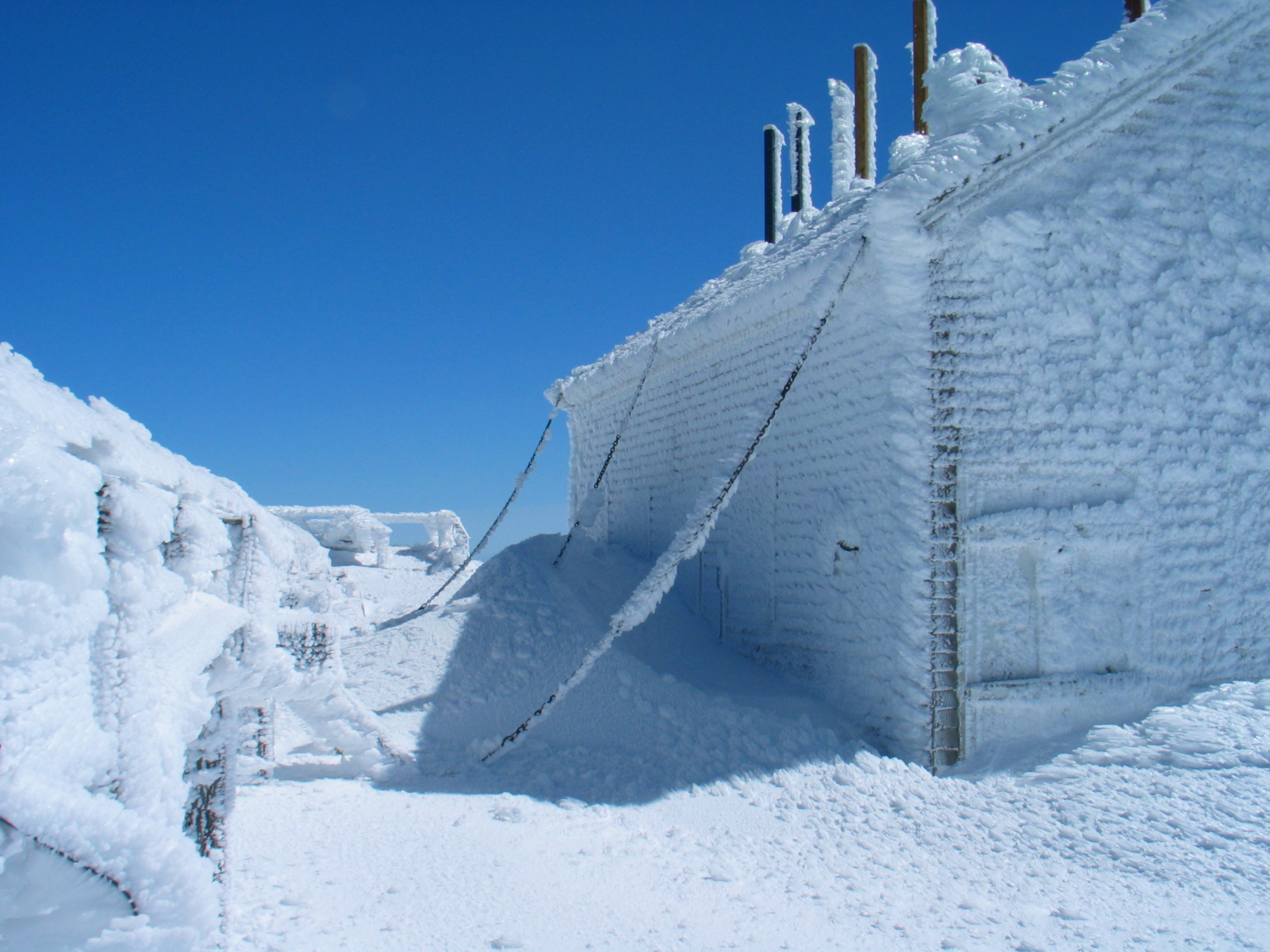
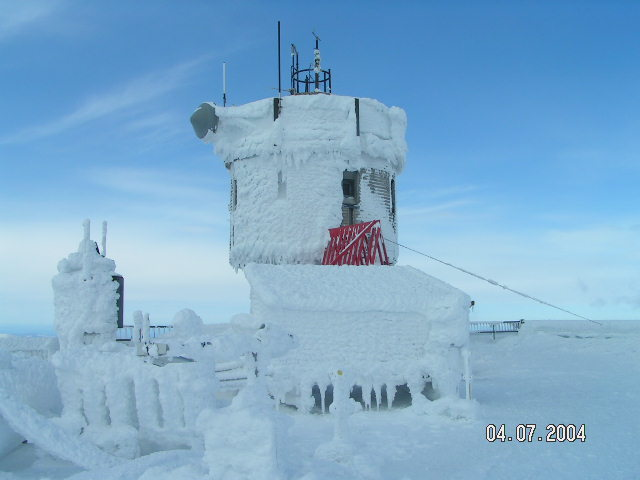
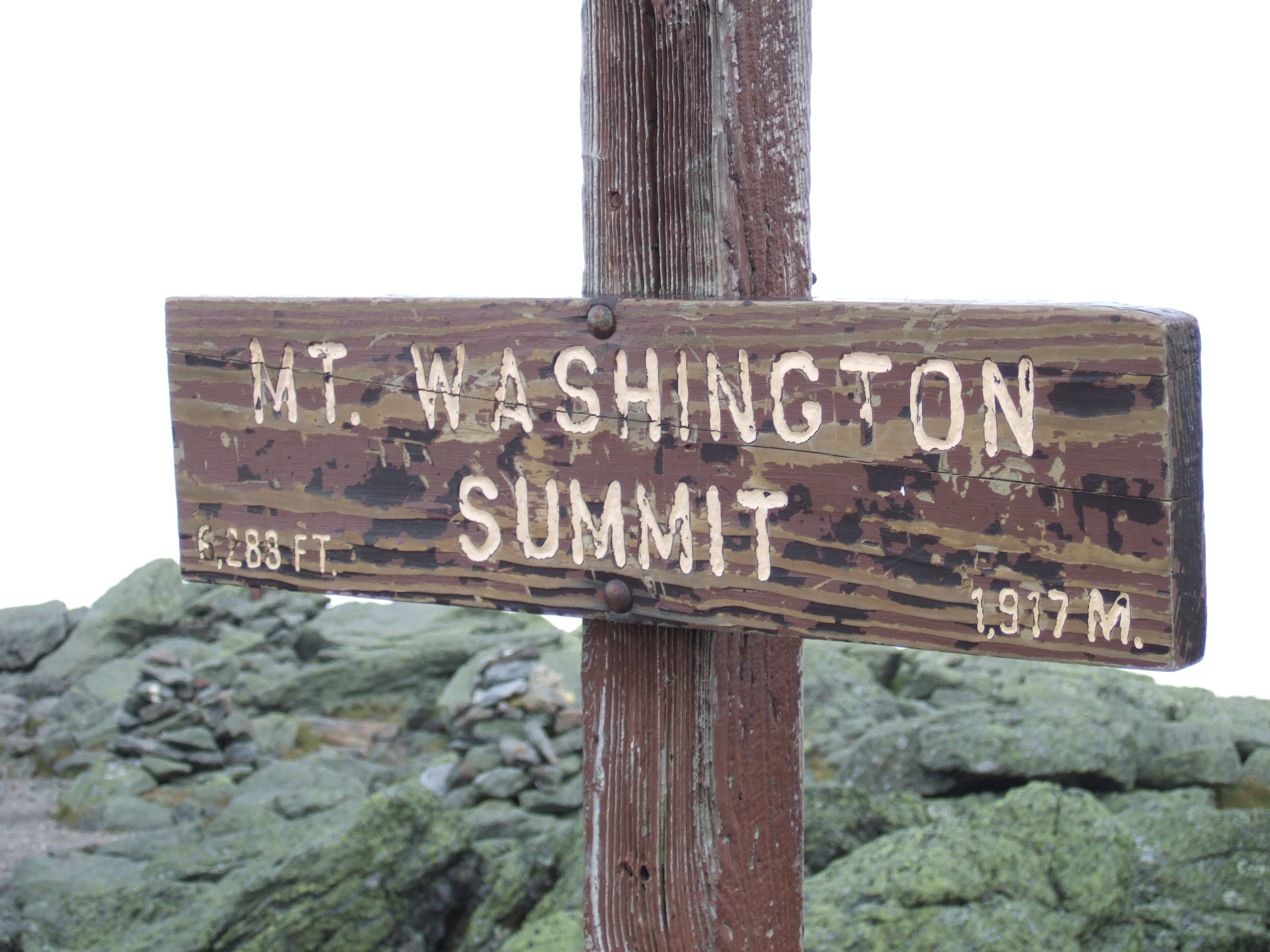